# George Lazenby
George Robert Lazenby (* 5. září 1939 Queanbeyan, Nový Jižní Wales) je australský herec, známý širší veřejnosti především jako herec, který ztvárnil postavu Jamese Bonda ve filmu V tajné službě Jejího Veličenstva.